# Серов, Алексей Эдуардович
Алексе́й Эдуа́рдович Серо́в (род. 19 февраля 1965, Ленинград) — театральный режиссёр.
С 1992 по 1997 год был главным режиссёром новосибирского театра «Красный факел». С 2001 по 2004 год руководил Театром юного зрителя в Волгограде. Основал в 2004 году и руководил до 2012 года «Молодёжным театром» в Волгограде. Основал в 2012 году и в 2013 году руководил «Первым драматическим театром» в Волгограде. В 2016—2017 годах главный режиссёр Хабаровского краевого музыкального театра. С 12 мая 2021 года — главный режиссёр МТА. Серов поставил более 60 спектаклей в театрах Москвы, Санкт-Петербурга, Новосибирска, Волгограда и других городов. Неоднократно принимал участие в театральных фестивалях как в России, так и за рубежом.

## Биография
Родился 19 февраля 1965 года в Ленинграде. Отец — Народный артист России Эдуард Афанасьевич Серов. Мать — Генриетта Алексеевна Серова, заслуженная артистка России, профессор Санкт-Петербургской консерватории.
Учился в Ленинградской консерватории на отделении оперной режиссуры, затем закончил ЛГИТМиК.

## Образование
1988—1993 — Ленинградский государственный институт театра, музыки и кинематографии (в настоящее время — СПбАТИ)
Специальность: режиссёр драмы
1986—1989 — Ленинградская государственная консерватория
Специальность: оперный режиссёр
1979—1983 — Ленинградское Музыкальное училище им. М. П. Мусоргского
Специальность: пианист.

## Личная жизнь
Супруга — театральная актриса Наталья Якупова. Пара имеет трёх дочерей: Мария, Екатерина и Александра

## Признание
Награждён[когда?][кем?] почётной грамотой министра культуры РФ. Лауреат Государственной премии Волгоградской области (2008) в сфере литературы, искусства, архитектуры и культурно-просветительской деятельности в номинации «Театральное искусство» за спектакль «У войны не женское лицо» по книге Светланы Алексиевич в Волгоградском молодёжном театре. Этот спектакль стал лауреатом VII Международного фестиваля «Молодые театры России» в Омске (2009), был показан на театральном фестивале «Вечно живые» в Липецке (2010), в 13 городах России и Белоруссии — от Волгограда до Бреста (уникальная благотворительная акцию «Волгоград — миссия памяти», приуроченная к 65-летию Победы в Великой Отечественной войне), на федеральном фестивале «Театральный Олимп» в Сочи (2011).

«Алексей Эдуардович Серов — высокопрофессиональный режиссёр, автор интересных и ярких спектаклей, наконец, он создатель театра, который пользуется любовью зрителей, участвует в различных фестивалях», — председатель СТД РФ, актёр Александр Александрович Калягин.

## Творчество
Алексей Эдуардович Серов, осуществил около 100 театральных постановок в драматических и музыкальных театрах Москвы (Et Cetera п/р Александра Калягина, Московский губернский театр п/р Сергея Безрукова, Новый театр, «Норд Ост»), Санкт-Петербурга (БДТ им. Г.Товстоногова, имени Ленсовета, Сатиры на Васильевском, Балтийский дом и др.), Волгограда, Новосибирска, Красноярска, Краснодара, Томска, Великого Новгорода, Хабаровска, Мурманска, Барнаула и других городов..
Осуществил более 40 постановок праздников, гала-концертов, шоу, презентаций, Дней Города, спортивных праздников в Москве, Санкт-Петербурге, Волгограде, Новосибирске.
В качестве актера сыграл в телевизионных сериалах: «Шеф», «Морские дьяволы», «Ветеран», «Высокие ставки», «Подсудимый».
С 1992 года работал художественным руководителем и главным режиссёром в театрах России: Новосибирский театр «Красный Факел», Волгоградский ТЮЗ, Волгоградский Молодёжный театр, Хабаровский Музыкальный театр.
18 марта 2022 года состоялась премьера первого в истории Молодежного театра Алтая мюзикла «Фауст». Как отмечают в МТА, премьерный спектакль стал самым масштабным проектом в этом творческом сезоне. «Фауст — реальный человек, живший в XVI веке и ставший легендой. О нём написано более 30 литературных произведений. Самым великим считается роман Гёте. Именно он ввел в сюжет Маргариту, в которую влюбляется главный герой. Театр имеет право на свою трактовку. Наш финал отличается от того, что написано в произведении немецкого писателя», — рассказал режиссёр Алексей Серов. 2 января 2022 года в театре им. В. С. Золотухина Алексей Серов выпустил умопомрачительную комедию по пьесе итальянского драматурга Дарио Фо в исполнении Юлии Юрьевой и Евгения Быкова спектакль «Свободная пара». 28 апреля 2022 года состоялась премьера мономюзикла «Лайза» в городе Волгограде в театре Царицынская опера.
В октябре 2021 года в честь юбилея Народной артистки СССР Людмилы Алексеевны Чурсиной — Алексей Серов выпустил спектакль «Два билета в Милан» в театре российской армии в Москве. В его основе пьеса «Последний романс» американского драматурга Джо ДиПьетро, в которой тонко, бережно, без всяких экивоков с ненужными недоговорённостями показаны острота и трагизм чувств в отношениях между людьми в их зрелые годы. 11 февраля 2021 года выпустил спектакль «Наши жены» в Санкт-Петербурге — это яркая и умная комедия. Несмотря на «веселый» жанр, эта постановка петербургского режиссёра Алексея Серова поражает психологизмом и порой шокирует своей остротой.
О спектакле «Украденное солнце» Первого драматического театра по воспоминаниям детей Сталинграда (премьера которого состоялась 17 октября 2012 года) в январе 2013 года Первый канал снял и показал сюжет в преддверии семидесятилетней годовщины победы в Сталинградской битве. За высокий профессионализм и значительный вклад в патриотическое воспитание молодёжи режиссёру Алексею Серову и актёрам Первого драматического театра Владимир Ефимов 30 января 2013 года вручил благодарственные письма Волгоградской областной Думы.
В 2013 году в Томском областном театре юного зрителя (Томск) поставил «Руководство для желающих жениться» по одноактным пьесам Антона Павловича Чехова (премьера 15 марта 2013 года).
24 марта 2013 года состоялась премьера музыкально-литературной композиции «Возможная встреча» из цикла «Музыка, слово, живопись», поставленной Алексеем Эдуардовичем совместно с Волгоградским академическим симфоническим оркестром по пьесе Пауля Барца с участием народного артиста РФ Юрия Лазарева и заслуженного артиста России Сергея Русскина.

Постер литературно-музыкальной композиции по повести Юрия Тынянова «Поручик Киже» и музыке Сергея Прокофьева из цикла «Музыка, слово, живопись» Волгоградского академического симфонического оркестра в постановке Алексея Эдуардовича Серова (премьера 28 октября 2012)

В январе 2005 года в рамках гуманитарной акции Союза театральных деятелей РФ детский спектакль «Тайна тетушки Мэлкин» Алана Александра Милна Московского театра Et Cetera (постановка 2000 года) был показан детям, пострадавшим во время теракта в Беслане.
Спектакль «Фанатки» по Родиону Белецкому Волгоградского молодёжного театра (постановка 2007) участвовал в I Международном театральном фестивале «Великая провинция» имени Фаины Гергиевны Раневской в Таганроге (2008).
Спектакль «Три сестры» по Антону Чехову Волгоградского молодёжного театра (постановка 2008) участвовал в Х Международном фестивале «Мелиховская весна» в Мелихово(2009).
Спектакль «Загадочные вариации» по пьесе Эрика-Эммануэля Шмитта Волгоградского молодёжного театра (постановка 2007) участвовал в II Международном театральном фестивале «Terra incognita» в Петербурге (2010).
Спектакль Gagarin Way по Грегори Берку Волгоградского молодёжного театра (постановка 2010) был показан в финале фестиваля-конкурса «Текстура-Олимп» в Сочи (2011).
Спектакль «Потомок» по пьесе Владимира Жеребцова Волгоградского Театра юного зрителя участвовал в IV Международном театральном фестивале «Радуга» в Санкт-Петербурге (2003).

## Волгоградский Молодёжный театр
Волгоградский молодёжный театр в статусе муниципального театра открылся 29 сентября 2006 года премьерой спектакля «Моё загляденье» по пьесе Алексея Арбузова. Поставил спектакль создатель и первый художественный руководитель Волгоградского молодёжного театра Алексей Серов.
Но история театра началась раньше — 27 июля 2004 года состоялась открытая репетиция спектакля «Записки русского путешественника» по пьесе Евгения Гришковца. За два года (2004—2006 гг.) коллектив под руководством режиссёра Алексея Серова без собственного помещения и государственной финансовой поддержки поставил 4 спектакля, которые шли на различных театрально-концертных площадках Волгограда и Волгоградской области.
Алексей Серов возглавлял театр до 4 мая 2012 года, пока не был уволен из созданного им же учреждения. Спустя две недели после увольнения из Молодёжного театра Алексей Серов заявил «АиФ — Волгограду», что новые спектакли будут представлены постановочной командой в рамках другого театрального проекта «Первый Драматический Театр». И тем временем, когда в суд Центрального района ушло дело о превышении должностных полномочий бывшего худрука Молодёжки и незаконном его премировании себя на 620 тысяч рублей, на сцене проходили генеральные репетиции нового спектакля нового театра.
|        | Вполне понятно, почему зрители, пришедшие на премьеру, ждали от режиссёра этакого Манифеста, отмщения и яркого ответа всем клеветникам и завистникам. Но пафоса не было. Как не было проникновенных речей и слёз, оплакивающих прежнее детище Алексея Серова. Была хорошая режиссёрская работа. Сначала зрителей несколько смутил выбор пьесы для «и аз есмь воздам» — рассказ о муках, счастье и страданиях молодой женщины из глухого еврейского местечка. Однако финальный выход артистов на сцену отбросил все сомнения. Оказывается, чтобы доказать чиновникам «от культуры» свою востребованность, не обязательно быть скандалистом, голосить и рвать волосы на революционных митингах. Можно поставить хорошую пьесу. И пригласить на неё зрителей. Если они пришли — значит, театр и Серов нам нужен. Аншлаг стал убедительным доказательством этой истины. |
| [ 24 ] | |

## Уголовное дело
4 мая 2012 года Алексей Серов был уволен из Молодёжного театра. 27 апреля в его отношении было возбуждено уголовное дело. В феврале 2013 года Алексей Серов был осуждён на год лишения свободы условно. Центральный районный суд Волгограда признал его виновным в превышении должностных полномочий — присвоении 600 тысяч рублей из бюджета города за период в два года.

## Постановки
В учебном театре ЛГИТМиК поставил:
- «Лекарь поневоле» Жана-Батиста Мольера.

Поставил в красноярском театре драмы имени А. С. Пушкина:
- «Снежная королева» Евгения Шварца (1993),
- «Дон-Жуан» Жана-Батиста Мольера(1998).

С 1992 по 1997 год был главным режиссёром новосибирского театра «Красный факел». Там поставил спектакли:
- «Лекарь поневоле» Жана-Батиста Мольера,
- «Таланты и поклонники» Александра Николаевича Островского,
- «Шесть персонажей в поисках автора» Луиджи Пиранделло,
- «Вам не жарко?»
- «Мамаша Кураж и её дети» Бертольта Брехта,
- «Моё заглядение» Алексея Николаевича Арбузова,
- мюзикл для детей по мотивам повестей Чарльза Диккенса «Счастливого Рождества, дядюшка Скрудж!»,
- «Вишневый садик» Алексея Ивановича Слаповского
- «Любви стыдливая слеза»
- «Дорогая, я не слышу, что ты говоришь, когда в ванной течёт вода, или Поговорим, как художник с художником» Роберта Андерсона, Леонида Зорина

После ухода из «Красного факела» работал в Петербурге. Поставил:
- «Подсвечник» Альфреда де Мюссе в Театре им. Ленсовета (1998)
- «Моё заглядение» Алексея Николаевича Арбузова в Театре Сатиры на Васильевском (премьера 6 октября 2000)[29],
- «Загадочные вариации» Эрика-Эммануэля Шмитта в БДТ (премьера 7 ноября 2000)[30],
- «Дорогая, я не слышу, что ты говоришь, когда в ванной течет вода» Роберта Андерсона, Леонида Зорина в «Приюте комедианта».

Работал в Москве. Поставил:
- «Тайна тетушки Мэлкин» Алана Александра Милна в Театре Et Cetera (2000)[14][31][32][33][34][35][36][37][38]
- «Клочки по заулочкам» Григория Бенционовича Остера в Новом драматическом театре[39]
- «Королевская корова» Ларисы Титовой и Александра Староторжского в Театре Et Cetera (премьера 25 марта 2008 года)[40]

Поставил в Краснодарском молодёжном театре:
- «Голый король» Евгения Шварца (2008)

В 2001 году был приглашен в Волгоград на должность художественного руководителя Театра юного зрителя. . Поставил:
- «Рождественская история с привидениями» Ольги Никифоровой по рождественским повестям Чарльза Диккенса (14 декабря 2001)
- «Евангелие от ТЮЗа» по «Рождественской драме» митрополита Димитрия Ростовского (14 декабря 2001)
- «Потомок» Владимира Жеребцова (31 января 2003)
- «Эти свободные бабочки» Леонарда Герше (12 апреля 2003)
- «Азбука начинается» Натальи Гермаш (8 сентября 2003)
- «Азбука в Пекине» Натальи Гермаш (5 ноября 2003)
- «Два клёна» Евгения Шварца (24 ноября 2003)
- «Азбука в поисках снега» Натальи Гермаш (25 декабря 2003)
- «Еще один Джексон моей жены» Херберта Бергера (2004)

В 2004 году организовал в Волгограде «Молодёжный театр», начавший свою работу 27 июля 2004 года открытой репетицией спектакля «Записки русского путешественника» по пьесе Евгения Гришковца. Был художественным руководителем этого театра до ухода в 2012 году. Поставил:
- «Эти свободные бабочки» Леонарда Герше (2004)[41]
- «Еще один Джексон моей жены» Херберта Бергера (2004)[42]
- «Записки русского путешественника» Евгения Гришковца (2004)
- ART Ясмины Реза (2005)[43]
- «Моё заглядение» Алексея Николаевича Арбузова (2006)
- «Крик за сценой» Роберта Андерсона, Леонида Зорина (2006)[44]
- «Дед Мороз в Венеции» Натальи Гермаш (2006)
- «Любовь до гроба» Альдо Николаи (2007)[45]
- «Фанатки» Родиона Белецкого (2007)
- «Райский уголок» Натальи Гермаш (15 сентября 2007)
- «Загадочные вариации» Эрика-Эммануэля Шмитта (2007)[46]
- Цикл литературно-музыкальных композиций «Музыка, слово, живопись» в рамках совместного проекта Волгоградского молодёжного театра и Волгоградского академического симфонического оркестра (2007—2012): «Эгмонд», «Евгений Онегин», «Моцарт и Сальери», «Уцелевший из Варшавы», «Сон в летнюю ночь», «Пер Гюнт», «Ромео и Джульетта», «Возможная встреча»[12]
- «У войны не женское лицо» Светланы Алексиевич (2008)[6]

- «Три сестры» Антона Чехова (2008)[21]

- «Малыш и Карлсон, который живёт на крыше» Софьи Прокофьевой (2009)[47]
- «Тоскливый Запад» Мартина Макдонаха (2009)
- «Сказка о потерянных правах» Натальи Гермаш (2009)[48]
- Gagarin Way Грегори Берка (2010)[22][49]
- «О царе земном и царе небесном» по «Рождественской драме» митрополита Димитрия Ростовского (2010)
- «Записки сумасшедшего» Николая Гоголя (2011)[50]
- «Медведь. Юбилей» Антона Чехова (2012)
- «Лучшие песни о главном» (2012)[51]

В 2012 году открыл в Волгограде «Первый драматический театр», начавший свою работу 3 июня 2012 года литературно-музыкальной композицией «Евгений Онегин». Поставил в этом театре:
- «Тойбеле и её демон» Исаака Башевиса Зингера (премьера 17 июля 2012 года)
- «Украденное солнце» по воспоминаниям детей Сталинграда (премьера 17 октября 2012 года)[8][53]
- «И горела Волга» по воспоминаниям детей Сталинграда, найденным письмам немецких солдат и воспоминаниям горожан, угнанных в немецкий плен (31 января 2013)

В Томском областном театре юного зрителя, Томск, поставил:
- «Руководство для желающих жениться»[10][54][55][56] по одноактным пьесам Антона Павловича Чехова (премьера 15 марта 2013)

Поставил музыкально-литературную композицию «Возможная встреча» из цикла «Музыка, слово, живопись» совместно с Волгоградским академическим симфоническим оркестром по пьесе Пауля Барца с участием народного артиста РФ Юрия Лазарева и заслуженного артиста России Сергея Русскина (премьера 24 марта 2013).
В Новгородском академическом театре драмы имени Ф. М. Достоевского поставил «Квартет» Рональда Харвуда (премьера 18 мая 2013).
- В 2013—2014 гг. поставил три спектакля в Хабаровске: «Беда от нежного сердца»[58] Соллогуба, Чехова в Хабаровском краевом театре драмы и комедии и в Хабаровском краевом музыкальном театре «Подлинная история поручика Ржевского»[59] Баскина и «Севастопольский вальс»[60] Константина Листова.
- В ноябре 2014 года выпустил спектакль «Путешествие Алисы в Швейцарию»[61] в Санкт-Петербургском театре «Балтийский дом».
- В 2015 году поставил «Ставангер»[62] Марины Крапивиной в Русском академическом театре драмы Башкортостана, «Мадонну Лиду» в Интерьерном театре в Санкт-Петербурге, «Остров сокровищ»[63][64][65] Стивенсона в Московском губернском театре под руководством Сергея Безрукова, в Волгоградском казачьем театре «Палату бизнес-класса»[66] Коровкина и «Ваш выход, дамы!»[67] Куилтера. В декабре 2015 года дебютировал в «Царицынской опере» как постановщик «Рождественского бала».
- В 2016 году поставил «Позднюю любовь» Александра Островского в Волгоградском казачьем театре.
- 2016—2017 гг. работал главным режиссёром Хабаровского краевого музыкального театра, где поставил спектакли «Подлинная история поручика Ржевского»[59], «Севастопольский вальс»[60], а также «Ночь измен или Любовный покер»[68] и «#капитанБлад»[69]
- В 2018 году поставил «Эти свободные бабочки»[70] Леонарда Герше в Мурманском областном драматическом театре и «Невольницы» Александра Островского в театре города Рубцовск.
- В феврале 2019 года выпустил «Наши жены» Эрика Ассу в Воронеже.
- В сентябре 2019, в Молодёжном театре выпустил «Наш городок» Уайлдера
- 2 ноября 2019 года, Казачий театр в Волгограде «Эти свободные бабочки» Леонарда Герше
- 29 февраля 2020 года, в Казачьем театре в Волгограде, «Чужой ребёнок» Шкваркин В. В.
- Октябрь 2020 года, в Казачьем театре в Волгограде, «Вождь краснокожих» О. Генри
- 17 декабря 2020 года, в Казачьем театре в Волгограде, «Мадонна Лида»
- 30 декабря 2020 года, в Казачьем театре в Волгограде, «Незнайка и его друзья»
- 11 февраля 2021 года выпустил «Наши жены» в Санкт-Петербурге.
- В октябре 2021 года выпустил спектакль «Два билета в Милан» в театре российской армии в Москве.
- 28 апреля 22 года в театре Царицынская опера состоялась премьера мономюзикла "Лайза г. Волгоград.
- В театре им. В. С. Золотухина выпустил 2 января 2022 года спектакль «Свободная пара».
- 18 марта 2022 года в театре им. В. С. Золотухина состоялась премьера первого в истории Молодёжного театра Алтая мюзикла «Фауст»
- 7 октября 2022 года, Николай Гоголь «Мертвые души», Молодежный театр Алтая.
- 22 декабря 2022 года, Чайковский, Гофман «Щелкунчик», г. Грозный.
- 2 января 2023 года, Александр Коровкин «Тетки», Молодежный театр Алтая.
- 12 марта 2023 года, О`Генри «Вождь краснокожих», Молодежный театр Алтая.
- 17 мая 2023 года, Шиллер "Коварство и любовь", Молодежный театр Алтая.
- 16 июня 2023 года, Альберт Гурней "Письма любви", Молодежный театр Алтая.
- 6 августа 2023 года, Альберт Гурней "Любовь в стране Оз", Санкт-Петербург.
- 14 сентября 2023 года, Александр Вампилов "Прощание в июне", Молодежный театр Алтая.
- 22 декабря 2023 года, Евгений Шварц "Золушка", Волгоград.
- 25 февраля 2024 года, Саймон "Влюбленный на день", Санкт-Петербург.